# Attacco a tre punti
L'attacco a tre punti è un congegno meccanico usato sui trattori agricoli per agganciare e usare attrezzi o macchine operatrici come aratro, fresa, coltivatore.

## Struttura
È costituito da:
- Due bracci portattrezzi, detti parallele (nella foto particolare nº1), collegati mediante due aste (tiranti nº4) a lunghezza regolabile ai bracci di sollevamento; le parallele possono a loro volta essere fisse o allungabili in lunghezza e gli agganci per gli attrezzi possono essere a rotula fissa o i cosiddetti agganci rapidi.
- Un puntone provvisto nell'estremità libera di un perno sfilabile. Il puntone è allungabile, e costituisce il terzo punto (nº 2) di attacco con l'attrezzo. Può essere meccanico o idraulico (ovvero un cilindro idraulico con gli agganci attrezzi ai capi, e viene comandato dall'impianto idraulico del trattore).
- Due ulteriori tiranti con tenditori o stabilizzatori (nº 5), sono collegati al corpo del trattore e ai bracci portattrezzi e servono per evitare o impedire gli spostamenti delle macchine operatrici.

Le estremità dei bracci e del puntone terminano con altrettante rotule, atte di boccole sferiche, servono a garantire la possibilità di oscillare al sistema.
Si realizza così un insieme rigido costituito dal trittico, trattore-attacco a tre punti-macchina operatrice. L'attacco a 3 punti fu inventato da Harry Ferguson nel 1933 e da allora si parla di meccanizzazione agricola moderna.